# Ясне (Мелітопольський район)
Ясне́ — село в Україні, в Мелітопольському районі Запорізької області. Входить до складу Терпіннівської сільської громади. Населення становить 511 осіб.

## Географія
Село Ясне знаходиться на лівому березі річки Юшанли, за 39 км на північний схід від районного центру. Вище за течією на відстані 2,5 км розташоване село Лагідне (Пологівський район), нижче за течією примикає село Широкий Лан, на протилежному березі — села Волошкове та Українське. До залізничної станції Світлодолинська — 12 км.

## Історія
Село засноване у 1921 році на місці трьох хуторів німців-колоністів. Навесні 1921 року в селі були організовані і перші сільськогосподарські артілі «Працівник поля» і «Веселка».
У роки застою в Ясному знаходилася центральна садиба колгоспу «Могутній». В 1975 році колгосп був нагороджений дипломом 1-го ступеня на Виставці досягнень народного господарства СРСР. В даний час «Могутній» є приватним підприємством.
З 1921 до 1986 року Ясне було центром Ясненської сільської ради, проте в 1986 році центр сільради був перенесений в село Промінь, і сама сільрада стала називатися Проміньською. Ясне і сьогодні є найбільшим селом в сільраді, помітно перевершуючи Промінь по населенню.
До 2020 року орган місцевого самоврядування — Промінівська сільська рада.

## Населення

### Мова
Розподіл населення за рідною мовою за даними перепису 2001 року:
| Мова       | Кількість | Відсоток |
| ---------- | --------- | -------- |
| українська | 280       | 54.79%   |
| російська  | 231       | 45.21%   |
| Усього     | 511       | 100%     |

## Економіка
- ПП «Могутній» — підприємство сільського господарства і харчової промисловості.[3]

## Об'єкти соціальної сфери
- Школа. Ясновська загальноосвітня школа I—III ступенів розташована за адресою вул. Кобецькій, 51/3. У школі 12 класів, 68 учнів і 36 співробітників. Директор — Таран Інна Миколаївна. Викладання в школі ведеться українською мовою. Крім того, у старших класах українська мова є профільним предметом[4].
- Дитячий садочок.
- Клуб.
- Фельдшерсько-акушерський пункт.

## Відомі люди
Уродженцем села є Зінченко Олексій Володимирович (1977-2014) — капітан першого рангу (посмертно) Збройних сил України, учасник російсько-української війни.